# Nikolai Nielsen
Nikolaj Dremstrup Nielsen (født 6. februar 2001) er en dansk ishockeyspiller.

## Metal Ligaen

### Aalborg Pirates

#### Sæsonen 2017-18[1]
| Grundspil     | Grundspil | Grundspil | Grundspil   | Grundspil           |
| Kampe spillet | Mål       | Assists   | Point i alt | Udvisnings minutter |
| ------------- | --------- | --------- | ----------- | ------------------- |
| -             | -         | -         | -           | -                   |
| Slutspil      |           |           |             |                     |
| Kampe spillet | Mål       | Assists   | Point i alt | Udvisnings minutter |
| 1             | 0         | 0         | 0           | 0                   |

#### Sæsonen 2018-19[1]
| Grundspil     | Grundspil | Grundspil | Grundspil   | Grundspil           |
| Kampe spillet | Mål       | Assists   | Point i alt | Udvisnings minutter |
| ------------- | --------- | --------- | ----------- | ------------------- |
| 6             | 0         | 0         | 0           | 4                   |
| Slutspil      |           |           |             |                     |
| Kampe spillet | Mål       | Assists   | Point i alt | Udvisnings minutter |
| 2             | 0         | 0         | 0           | 0                   |